# 八幡山 (静岡市)
八幡山（やはたやま）は、静岡市駿河区にある山である。標高64m。一帯の地名でもある。住居表示未実施。
静岡駅の南東約1kmに所在。谷津山と共に安倍川の扇状地に残された孤立丘で、周辺が宅地化されてからも自然が残され、八幡山公園として整備されている。
地名としての八幡山は、1934年6月15日に大字八幡から分割新設された。範囲は主に八幡山の全体（八幡神社、八幡公民館も含む）であるが、山麓北部（小黒二丁目との境界付近）に住宅が数軒存在する。

## 施設
- 八幡神社 - 推古天皇5年（597年）、有渡八幡宮として鎮座[5]。
- 八幡城趾